# Derealisation
Derealisation (oder präziser Derealisationserleben) bezeichnet eine zeitweilige oder dauerhafte abnorme oder verfremdete Wahrnehmung der Umwelt (z. B. von Umgebung, Personen und Gegenständen). Die Umwelt scheint dabei häufig als Ganzes plötzlich unvertraut, auch wenn jedes Detail problemlos wiedererkannt und eingeordnet werden kann. Derealisation steht in enger Beziehung zum Depersonalisationserleben, bei dem die eigene Person als fremd empfunden wird.
Wenn diese Wahrnehmungserlebnisse das Ausmaß einer psychischen Störung mit Krankheitswert erreichen, spricht man von einem Depersonalisations-Derealisationssyndrom. Beide Arten werden unter der Gruppe der Ich-Störungen zusammengefasst, da letztlich die Integrität, das Einheitserleben und die klare Grenze zwischen Ich und Umwelt gestört sind. Derealisationserleben leichterer Art sind nicht ungewöhnlich und können beim psychisch Gesunden zum Beispiel in Situationen mit großer emotionaler Beteiligung oder bei ausgeprägter Müdigkeit und Erschöpfungszuständen entstehen. Das Erleben solcher Zustände kann auch durch Einnahme psychotroper Substanzen  (etwa LSD, Alkohol, Cannabis oder bestimmter Medikamente) hervorgerufen werden.
Derealisationserleben kann ebenso als Symptom einer Angststörung oder einer starken Depression auftreten. Im Rahmen von Angststörungen, wie etwa einer Panikstörung, kann eine Derealisation während einer Panikattacke bis zeitlich kurz danach erlebt werden. Wenn die Derealisation als Auslösereiz für eine erneute Panikattacke auftritt, kann sich diese zu einem zentralen Symptom der Panikstörung entwickeln.

## Depersonalisations-Derealisationssyndrom
Beim Depersonalisations- und Derealisationssyndrom (ICD-10-Code ICD-10 F48.1) existiert ein Gefühl der Unwirklichkeit gegenüber der Umwelt: Objekte, Menschen oder die gesamte Umgebung werden als fremd, unvertraut, unwirklich, roboterhaft, fern, künstlich, zu klein oder zu groß, farblos oder leblos erlebt. Viele Betroffene geben an, ihre Umwelt wie „unter einer Käseglocke“ oder „in Watte gepackt“ zu erleben.
Derealisation geht in der Regel mit Depersonalisation einher und ist Kennzeichen der sogenannten Wahnstimmung. Sie kann als Symptom im Rahmen einer Depression oder Schizophrenie vorkommen. Um von einer Derealisation/Depersonalisation sprechen zu können, müssen laut ICD-10-Klassifikation mindestens eines der ersten beiden Kriterien sowie die letzten beiden Kriterien erfüllt sein.
- Die eigenen Gefühle werden als fern, fremd und nicht zur eigenen Identität zählend gewertet (Depersonalisationssymptomatik).
- Die Umgebung wird als fremd, leblos, unwirklich etc. angenommen (Derealisationssymptomatik).
- Der/die Betroffene akzeptiert, dass es sich hierbei nicht um ein durch äußere direkte Ursachen entstandenes Störungsbild handelt, sondern dass hier ein subjektiver spontaner Wechsel stattgefunden hat (Krankheitseinsicht).
- Dem/der Betroffenen ist bewusst, dass es sich hierbei nicht um einen toxisch verursachten Verwirrtheits- oder epileptischen Zustand handelt.